# Tonghua Sanyuanpu Airport
Tonghua Sanyuanpu Airport (kinesiska: 通化三源浦机场) är en flygplats i Kina. Den ligger i provinsen Jilin, i den nordöstra delen av landet, omkring 250 kilometer söder om provinshuvudstaden Changchun.
Runt Tonghua Sanyuanpu Airport är det tätbefolkat, med 459 invånare per kvadratkilometer. Närmaste större samhälle är Tonghua, 3,9 km sydväst om Tonghua Sanyuanpu Airport. Runt Tonghua Sanyuanpu Airport är det i huvudsak tätbebyggt.
Genomsnittlig årsnederbörd är 1 123 millimeter. Den regnigaste månaden är juli, med i genomsnitt 335 mm nederbörd, och den torraste är januari, med 11 mm nederbörd.